# Gagnoa
Gagnoa je grad u Obali Bjelokosti, glavni grad regije Fromager. Nalazi se stotinjak kilometara jugozapadno od glavnog grada Yamoussoukroa, u gustom šumskom pojasu. Sajamski je grad. Glavna djelatnost stanovništva ove regije je poljoprivreda, posebice uzgoj kakaa i manioke.
Godine 1998. Gagnoa je imala 107.124 stanovnika, čime je bila osmi grad po brojnosti u državi. Stanovništvo većinom čine pripadnici etničkih skupina Bété i Gagu.

## Vanjske poveznice

### Ostali projekti
|  | Zajednički poslužitelj ima još gradiva o temi Gagnoa |